# Forskningsreaktor

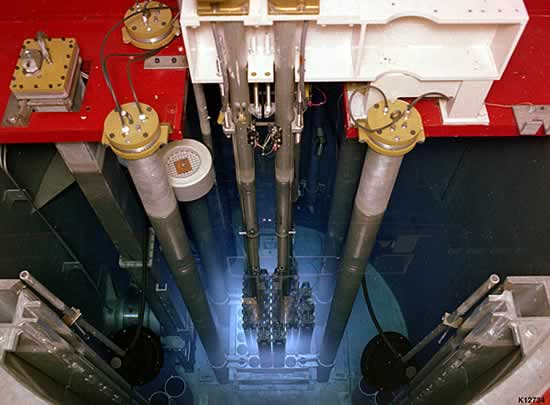
Cerenkovstrålning från en forskningsreaktor av typ TRIGA

En forskningsreaktor är en kärnreaktor som används för forskningsändamål. Till skillnad från kommersiella kärnkraftverk används den inte för el- eller värmeproduktion.

## Användningsområden
Forskningsreaktorer används ofta för att producera neutroner. Neutronerna används för neutronaktivering, analys av materialegenskaper, produktion av radioisotoper och för utbildning.

## Design
Forskningsreaktorer har mindre effekt jämfört med kärnkraftverk som används för elproduktion. Den termiska effekten i de flesta forskningsreaktorer ligger mellan 10 kW och 10 MW medan motsvarande för kärnkraftverk som används för elproduktion är cirka 3 000 MW. Forskningsreaktorer är enklare än strömproducerande reaktorer och drivs med lägre temperatur på kylvattnet. De behöver avsevärt mindre bränsle och det bildas mindre mängd fissionsprodukter. Många forskningsreaktorer använder anrikat uran, ofta upp till 20 %. Det arbetas internationellt dock för att minska bruket av höganrikat uran både i forskningsreaktorer och andra reaktorer. Precis som andra reaktorer kräver de kylning och en moderator. Kylning kan ske med naturlig konvektion av kylmedlet om reaktoreffekten är låg.

## Svenska forskningsreaktorer
Sverige har genom åren haft ett antal forskningsreaktorer, men sedan 2005 är samtliga tagna ur drift.
Sveriges första kärnreaktor R1 byggdes i berget under KTH i Stockholm, togs i drift i juli 1954 och användes fram till 1970.  Övriga reaktorer byggdes i anläggningen Studsvik nordost om Nyköping. Den första reaktorn i Studsvik R0 var en nolleffektsreaktor som blev kritisk 1959. Den användes fram till 1972. De två reaktorerna R2 för produktion av isotoper och Asea-byggda R2-0 delade samma bassäng och togs i drift 1960. De stängdes för gott i juni 2005. FR-0 var en reaktor med snabba neutroner, som togs i bruk 1964, och var i drift fram till 1971. Vidare fanns i Studsvik Zebran, Tryckzebran och KRITZ. 
Zebra (Zero Energy Bare Reactor Assembly) uppfördes ursprungligen intill R1 på KTH men flyttades till Studsvik 1959. Reaktorn modifierades och fick beteckningen TZ (Tryckzebra). Syftet med reaktorn var att studera reaktorhärdar med olika typer av bränsle och moderatorförhållanden. KRITZ var en modifierad version av TZ och togs i drift 1969. Dessa reaktorer revs i början på 1980-talet.

## Internationella samarbeten kring forskningsreaktorer
Mellan 1959 och 1973 pågick ett internationellt samarbete mellan Storbritannien, Sverige, Norge och Schweiz för att studera olika typer av bränslen och nya material som torium. En reaktor, kallad Dragon, började byggas vid Winfrith i Dorset, England 1959 och var klar 1962. Dragon var en HTGR Hög Temperatur Gaskyld Reaktor (PIN-in-block) med en termisk effekt på 20 MWt. Som bränsle användes en blandning av torium, uran och belagda bränslepartiklar, dicarbides (Th + 235U).